# 8536 Манс
8536 Манс (8536 Måns) — астероїд головного поясу, відкритий 21 березня 1993 року.
Тіссеранів параметр щодо Юпітера — 3,225.